# 细波号列车
“细波”（日语： Sazanami */?），亦名「漣漪」，是东日本旅客铁道（JR东日本）来往于 东京站和君津站之间的特急列車。该列车经由京叶线和内房线运行。

## 概要
1972年7月15日，特急“细波”号列车开始运营。最初来往于新宿站・东京站与馆山站・千仓站之间
，经由中央本线、总武本线、外房线和内房线运行。同年10月2日，因应日本国铁的时刻表改革，“细波”号被指定为L特急列车。同日，经由外房线开往房总半岛的“若潮”号列车开始运营。
1982年11月15日，因应房总地区急行列車的全面停驶，“细波”号的班次增加。1991年3月19日，特急列车成田特快开始运行，因此自当月16日起，“细波”号在东京站和苏我站间改由京叶线运行。
在2005年12月10日，“View细波”号、“HomeTown细波”号、“早安细波”号等列车统一更改名称为“细波”号列车。
2015年3月14日，“细波”号停止于君津站和馆山站之间运行，列车运行区间缩短至东京站至君津站。同时，该列车改为通勤型时刻表，即只在工作日运营，且早间班次开往东京，晚间班次开往房总半岛。
當2023年3月18日時間表改正時，細波號是當時少數在首都圈內仍設有自由席的特急列車，但翌年時間表改正時，也改為全車指定席化。
列车名“细波”来源于东京湾内湾的小海浪。

### 停車站
東京 - 蘇我 - 五井 - 姊崎 - 木更津 - 君津
另外土休日期間，將會改開來往新宿與館山之間的臨時特急「新宿細波」，經中央·總武線再駛入內房線、停車站為：
新宿 - 錦糸町 - 船橋 - 千葉 - 蘇我 - 五井 - 木更津 - 君津 - 濱金谷 - 保田 - 岩井 - 富浦 - 館山